# Datnioides campbelli
Datnioides campbelli is een straalvinnige vissensoort uit de familie van zeebladvissen (Datnioididae). De wetenschappelijke naam van de soort is voor het eerst geldig gepubliceerd in 1939 door Whitley.